# Fotbal Club Unirea Alba Iulia
L'FC Unirea Alba Iulia è una società calcistica rumena con sede nella città di Alba Iulia. Milita in Liga III, la terza serie del campionato rumeno.

## Rosa 2010
| N. |                         | Ruolo | Calciatore         |
| -- | ----------------------- | ----- | ------------------ |
| 2  | Romania (bandiera)      | D     | Andrei Poverlovici |
| 3  | Brasile (bandiera)      | D     | André Galiassi     |
| 4  | RD del Congo (bandiera) | D     | Pat Kanyuka        |
| 5  | Romania (bandiera)      | C     | Răzvan Dâlbea      |
| 6  | Romania (bandiera)      | D     | Sorin Rădoi        |
| 7  | Romania (bandiera)      | C     | Nicolae Stanciu    |
| 9  | Romania (bandiera)      | A     | Silviu Mureşan     |
| 10 | Romania (bandiera)      | C     | Ciprian Selagea    |
| 11 | Argentina (bandiera)    | C     | Enzo Bruno         |
| 12 | Romania (bandiera)      | P     | Cornel Cernea      |
| 13 | Montenegro (bandiera)   | D     | Nikola Vujadinović |
| 14 | Romania (bandiera)      | C     | Călin Cristea      |
| 16 | Romania (bandiera)      | D     | Florin Ilie        |

| N. |                       | Ruolo | Calciatore        |
| -- | --------------------- | ----- | ----------------- |
| 17 | Romania (bandiera)    | C     | Ionuţ Bălan       |
| 18 | Serbia (bandiera)     | A     | Rade Veljović     |
| 19 | Romania (bandiera)    | C     | Florin Dan        |
| 20 | Romania (bandiera)    | D     | Adrian Olah       |
| 21 | Romania (bandiera)    | A     | Fabian Himcinschi |
| 22 | Portogallo (bandiera) | D     | Vitinha           |
| 23 | Romania (bandiera)    | D     | Bogdan Bucurică   |
| 26 | Romania (bandiera)    | C     | Norbert Varga     |
| 33 | Serbia (bandiera)     | A     | Nemanja Jovanović |
| 38 | Romania (bandiera)    | P     | Gabriel Rotaru    |
| 88 | Romania (bandiera)    | P     | Mihai Lasc        |
| -- | Romania (bandiera)    | C     | Romeo Stancu      |
| -- | Romania (bandiera)    | A     | Alexandru Bălţoi  |

## Palmarès

### Competizioni nazionali
- Liga II: 2

2002-2003, 2008-2009

### Altri piazzamenti
- Coppa di Romania:

Semifinalista: 1990-1991